# Кубок України з футболу серед аматорів 2001

## Перелік матчів

### Перший раунд (1/8)
| «Тепловик» (Івано-Франківськ) | 0:1 | СК «Перечин»            | 0:1 та -:+ |
| «Сполієласт» (Славута)        | 1:3 | «Хімік» (Рівне)         | 1:0 та 0:3 |
| «Дніпро» (Київ)               | 3:2 | «Ікар» (Собківка)       | 2:1 та 1:1 |
| «Енергетик» (Слобожанське)    | 3:3 | «Нафтовик-2» (Охтирка)  | 1:1 та 2:2 |
| «ЗемляК» (Миргород)           | 6:1 | «Явір» (Краснопілля)    | 4:1 та 2:0 |
| «Південьсталь» (Єнакієве)     | 4:2 | «Таврія» (Новотроїцьке) | 2:1 та 2:1 |

### Чвертьфінали (1/4)
| СК «Перечин»               | +:- | «Хімік» (Рівне)           | Хімік знято |
| «Дніпро» (Київ)            | 2:4 | «Система-КХП» (Черняхів)  | 1:1 та 1:3  |
| «Енергетик» (Слобожанське) | 1:3 | «Зірка» (Корюківка)       | 1:2 та 0:1  |
| «ЗемляК» (Миргород)        | 1:3 | «Південьсталь» (Єнакієве) | 1:1 та 0:2  |

### Півфінали (1/2)
| СК «Перечин»        | 3:2 | «Система-КХП» (Черняхів)  | 2:1 та 1:1 |
| «Зірка» (Корюківка) | 1:2 | «Південьсталь» (Єнакієве) | 1:0 та 0:2 |

### Фінал
| СК «Перечин» | 1:6 | «Південьсталь» (Єнакієве) | 1:2 та 0:4 |